# 聖若昂達蓬塔
聖若昂達蓬塔（葡萄牙語：São João da Ponta），是巴西的城鎮，位於該國北部，由帕拉州負責管轄，始建於1995年12月27日，面積196平方公里，海拔高度34米，2010年人口5,265，人口密度每平方公里26.86人。